# TT260
TT260 ist der moderne Name einer kleinen Grabkapelle in Dra Abu el-Naga, in Theben-West. Sie gehört dem User, der vielleicht unter Thutmosis III. das Amt eines Vorstehers des Ackerlandes des Amun innehatte. 
Die Kapelle des User besteht nur aus einem Raum, der 2,5 m lang, 1,5 m breit und 1,8 m hoch ist. Vor diesem in den Fels gehauenen Raum gab es einen Vorhof, der auch Grab TT261 als Hof diente. Bisher konnte kein zur Kapelle gehöriger Grabschacht ausfindig gemacht werden, der jedoch in der Nähe vermutet werden kann. Die Dekoration der Kapelle ist aufgemalt. Auf der Südwand sieht man vor allem Totenrituale und ganz rechts User und seine Gemahlin Nubemwaset (die Goldene = Hathor in Theben). Die gegenüberliegende Wand zeigt wiederum das Ehepaar und vor ihnen Musikanten. Diese Wand ist größtenteils zerstört. Es bleibt unklar, ob die ganze Wand mit einer Bankettszene, wie die Musikanten andeuten, dekoriert war, oder ob sich hier noch andere Szenen befanden. An der Rückwand der Kammer befindet sich eine aufgemalte Stele, links und rechts davon in verschiedenen Registern Priester vor der Mumie des User bei dem Vollzug diverser Rituale. Die Eingangswand der Kapelle ist weitestgehend zerstört, es sind nur noch Abbildungen von Dienern beim Herrichten eines Bettes und Stuhles erhalten.